# Liceul Teoretic „Nikolaus Lenau” din Timișoara
Liceul Teoretic „Nikolaus Lenau” este un liceu teoretic din Timișoara, înființat în anul 1870. Clădirea actualei școli a fost construită în anul 1761 fiind folosită drept casă a magistraților și drept teatru. În anul 1878 clădirea a fost adusă la forma actuală. La început limba de predare a fost numai germana.
Liceul poartă numele poetului romantic Nikolaus Lenau, care era originar din satul bănățean care îi poartă azi numele, Lenauheim, Timiș.

## Elevi
- Richard Oschanitzky (1939-1979), muzician;
- Gheorghe Ciuhandu (n. 1947), politician român, primar al Timișoarei între 1996 și 2012 (promoția 1965);
- Nicu Covaci (n. 1947), artist plastic și muzician rock, fondator al trupei Phoenix;
- Herta Müller (n. 1953), scriitoare, laureată a Premiului Nobel pentru Literatură în anul 2009 (promoția 1972);
- Stefan Hell (n. 1962), laureat al Premiului Nobel pentru Chimie în anul 2014.